# Duke Ellington at Fargo, 1940 Live

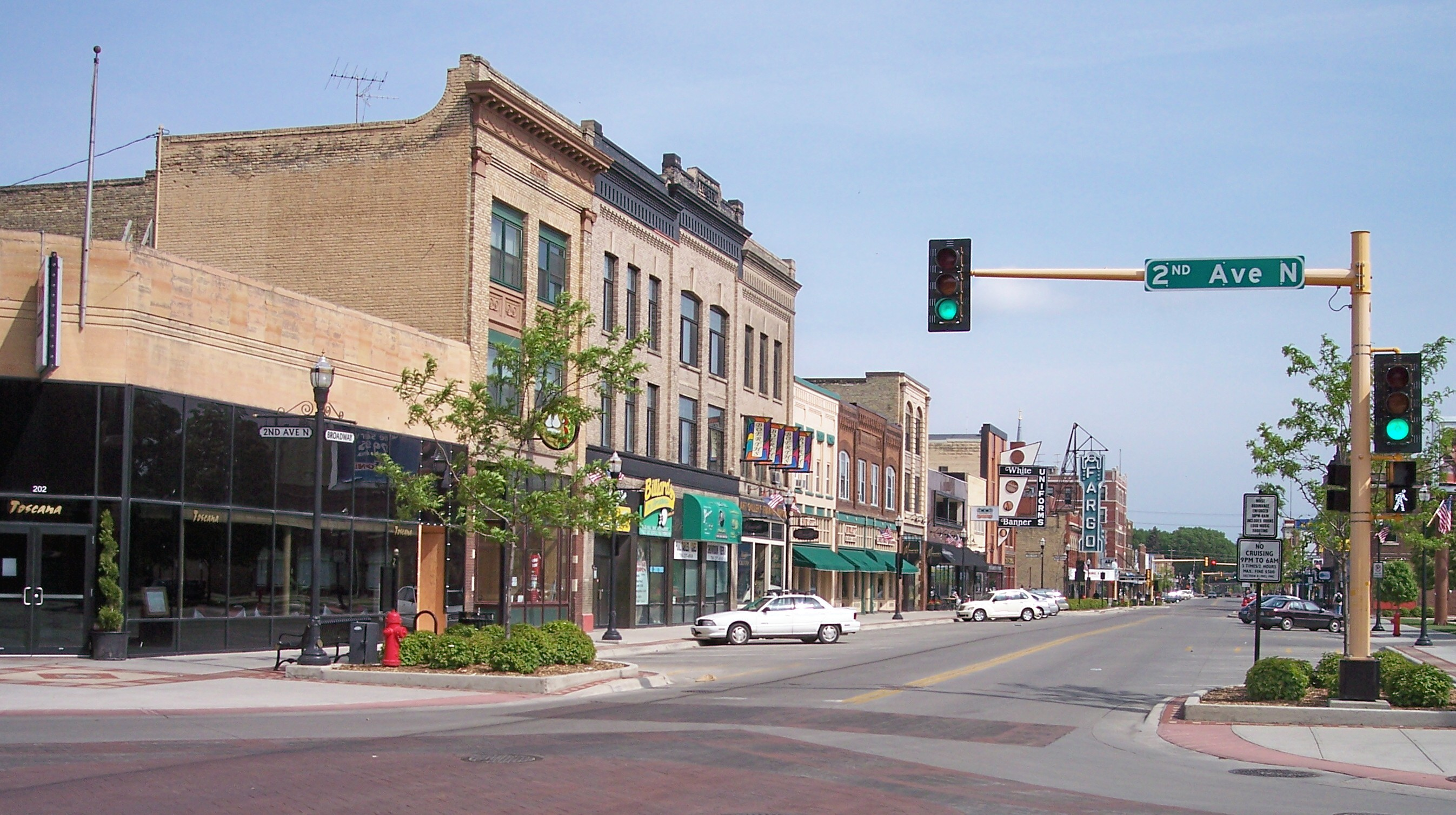
Der Broadway in Fargo

Duke Ellington at Fargo, 1940 Live ist ein Jazz-Album von Duke Ellington, das am 7. November 1940 bei einer Tanzveranstaltung in Fargo (North Dakota) aufgenommen und 1978 erstmals bei Book-of-the-Month Records in einer Clubausgabe veröffentlicht wurde. 2001 erschien bei Storyville eine erweiterte und überarbeitete Ausgabe des Mitschnitts auf der Grundlage der Originalbänder.
Das Duke Ellington Orchestra spielte einige ihrer populärsten Stücke, wie Ko-Ko, Mood Indigo, Harlem Airshaft, Warm Valley, Caravan, Sepia Panorama, Rockin’ in Rhythm, Sophisticated Lady und Cotton Tail. Mit den Solisten Ben Webster, Jimmy Blanton, Johnny Hodges, Rex Stewart, Tricky Sam Nanton und Ellington selbst zählt es heute zu den wichtigsten Live-Dokumenten der Ellington-Band in seiner klassischen Periode.

## Hintergrund des Mitschnitts
Nach der ersten schöpferischen Periode von 1927 bis 1930 bahnte sich 1940 „ein weiterer Höhepunkt im Schaffen Ellingtons an. Viele Kritiker glauben sogar, dass die Zeit von 1940 bis zum Recording ban 1942 Ellingtons absoluter Höhepunkt war“. Die „rhythmische Kraft“ erhielt das Orchester vor allem durch den Neuzugang des jungen Bassisten Jimmy Blanton, „der mit seinem intelligenten, intuitiven und kraftvollen Spiel die Band von hinten einfach »anschob«“. Weitere Faktoren für diese Entwicklung waren die Arbeit Billy Strayhorns, die Erweiterung des Klangspektrums durch den Eintritt Ben Websters und die Trennung von Irving Mills, der immer wieder versucht hatte, seine musikalischen Vorstellungen bei Ellington durchzusetzen. Gemanagt wurde er dann von dem renommierten Künstleragenten William Morris, der „sich der Rolle Dukes als Künstler bewusst“ war.
Im Jahr 1939 suchten die beiden früheren College-Studenten und Ellington-Fans Jack Towers (1914–2010) und Richard Burris nach der Erlaubnis der William Morris Agency nach, ein bevorstehendes Duke Ellington-Konzert in Fargo, North Dakota mitzuschneiden. Dies wurde ihnen von Ellington und dessen Manager vor der Veranstaltung gestattet.

## Das Konzert in Fargo
Der Auftritt des Ellington-Orchesters fand dann am 7. November 1940 im Crystal Ballroom statt, das sich im ersten Stock des Fargo City Auditorium, Ecke First Avenue South und Broadway befand. Das Konzert war als Tanzveranstaltung geplant, was in dieser Zeit ein gewöhnlicher Akt für die Swingbands war, jedoch für einen Live-Mitschnitt eine eher ungewöhnliche Umgebung, denn die meisten dieser Aufnahmen fanden bei Konzerten, in Nachtclubs oder für Radio-Übertragungen statt. Im Fargoer Crystal Ballroom hing eine über einen halben Meter große Glaskugel von der Decke, die das Licht im Tanzsaals reflektierte.
An diesem Tag war die Band mit der Bahn von einem Auftritt im kanadischen Winnipeg in der Nacht zuvor in Fargo angekommen, einer Mittelstadt mit 32500 Einwohnern. Die Musiker waren müde, was sich dann gelegentlich während des Konzerts zeigte, wie im Tempo von Boy Meets Horn.
Wie die weiteren Liveaufnahmen Ellingtons aus Clubs und Ballsälen dieser Phase zeigen, verwendete er im Allgemeinen in seinem Standardprogramm komplexere Musik als die in der allgemeinen Hörergunst erfolgreichen Swingbands dieser Zeit, wie Benny Goodman, Tommy Dorsey oder Glenn Miller, und spielte auch schwierigere Stücke. Bei der Veranstaltung in Fargo präsentierte er daher auch ein so kompliziertes Stück wie Ko-Ko, das nach Collier „als eine seiner besten Kompositionen angesehen“ ist, ebenso wie Harlem Airshaft, Warm Valley oder Clarinet Lament (Barney’s Concerto), das Feature für Barney Bigard. Collier leitet aus dem Auftritt der Ellington-Band in der amerikanischen Provinz ab:

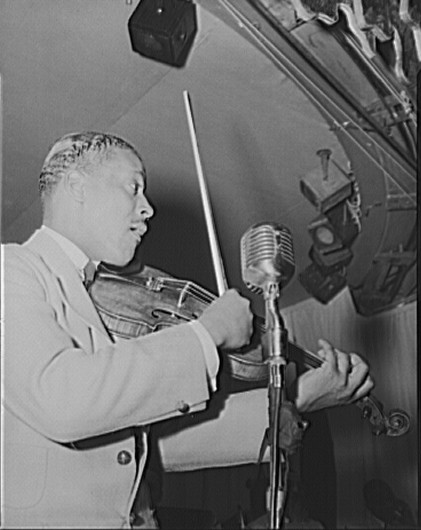
Ray Nance

„Es ist eine Tatsache, dass Jazz im Jahre 1940 in den Mittelpunkt populärer amerikanischer Kultur gerückt war und Ellington einer seiner Nutznießer wurde“.
Zunächst bot Ellingtons Orchester eine Reihe von Stücken zum Aufwärmen, bevor Ellington selbst zu seinem Flügel kam. Die Band spielte dann das Stück Sepia Panorama, der zu dieser Zeit deren Erkennungsmelodie war, bevor dies 1941 Take the “A” Train wurde. Das Konzert war auch das Debüt des Trompeters Ray Nance, der damals Mitglied der Band wurde, als Cootie Williams zu Benny Goodman wechselte. In der Nacht des Konzerts meinte Ellington zu John Towers, dass seine Trompeten-Gruppe in „mieser Form“ [englisch rough shape] sei. Bei dem Konzert spielten Ellingtons Musiker auch erstmals den Standard Star Dust.
Die Originalaufnahmen von Duke Ellington at Fargo hatten letztendlich Amateurcharakter und waren Bootlegs. Das Equipment bei der Aufnahme bestand aus einem tragbaren, Batterie betriebenen Presto-Plattenspieler, der den Mitschnitt auf 16-inch, 33⅓ rpm Azetat-beschichtete Aluminiumscheiben presste. Dieses Equipment befand sich beim Konzert in unmittelbarer Nähe zu Ellingtons Piano. Daran schlossen sie drei Mikrophone an – eins gegenüber der Bläsergruppe der Band, eins etwas höher und ein weiteres in der Nähe von Piano, Bass und Gitarre. Dabei wurden fünf der sechs Scheiben mit einer Aufnahmekapazität von 15 Minuten pro Seite für den Mitschnitt verwendet; gleichzeitig übertrug die lokale Radiostation KVOX (heute KVXR) das Konzert live. Nach der Show führten Towers und Burris Duke Ellington und seinen Musikern Teile des Mitschnitts vor.
Jack Towers meinte später:

“When Dick and I recorded this Fargo performance, we did it just for the excitement and pleasure of it all. We had no idea that people all over the world would be listening to it 60 years later.”

In einem weiteren Interview 2001 mit dem Magazin der North Dakota State University äußerte er:

„Uns ging es lediglich um den Kick dabeigewesen zu sein, es aufgenommen zu haben und etwas zu haben, das wir zu unserem Vergnügen abspielten konnten.“

## Veröffentlichungsgeschichte

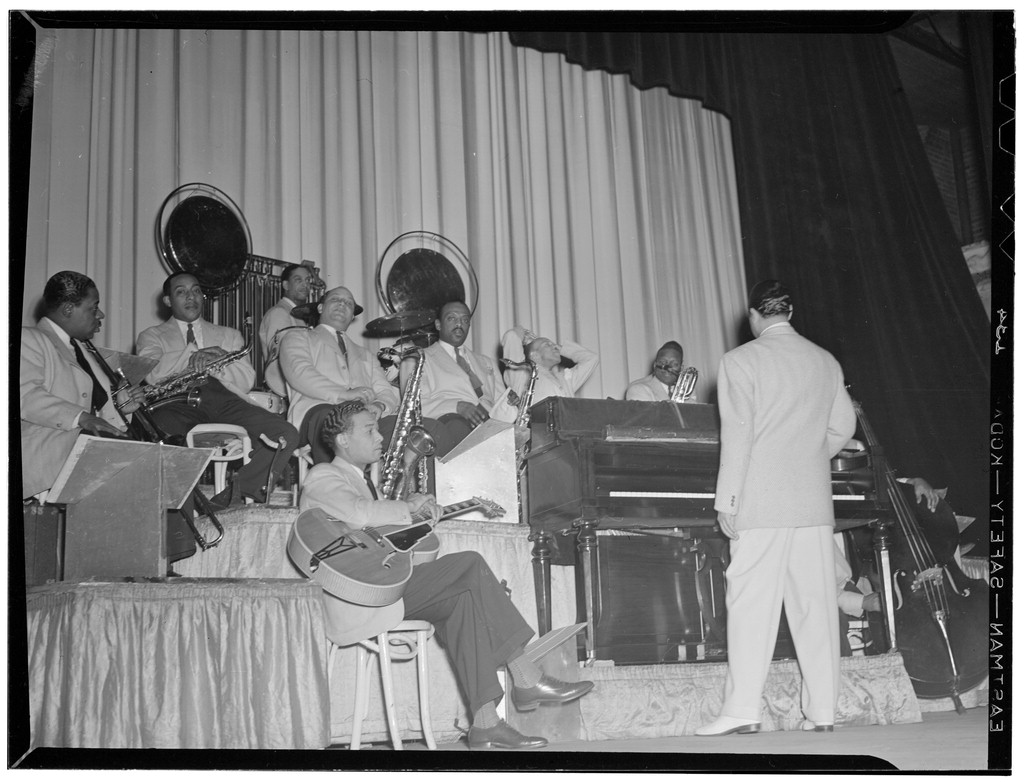
Musiker des Ellington-Orchesters zur Zeit der Fargo-Aufnahmen: (von links) Joe Nanton, Johnny Hodges, Sonny Greer, Barney Bigard (oben), Fred Guy (vorn), Ben Webster, Otto Hardwick, Harry Carney, Duke Ellington (mit dem Rücken zum Piano), Junior Raglin oder Jimmy Blanton (verdeckt). Foto Gottlieb.

Burris und Towers hatten zum Zeitpunkt der Aufnahmen der William Morris Agency versprochen, keine kommerzielle Verwendung von den Livemitschnitten zu machen; erstmals waren die Aufnahmen von den Original-Platten in den 1960er Jahren zu hören. Towers hatte für einen Bekannten ein Band überspielt, dessen Kopien dann in Europa als Bootlegs erschienen. Towers war in dieser Zeit bis 1974 beim Radiosender des U.S. Department for Agriculture tätig; jedoch betrieb er als Hobby das Remastering historischer Aufnahmen, womit er nach seiner Pensionierung eine zweite Karriere startete.
Nachdem die Ellington-Familie entschieden hatte, die Mitschnitte kommerziell zu veröffentlichen, stellte Towers in den 1970er Jahren erstmals eine Reproduktion der Aufnahmen her; Towers’ Masterband von At Fargo erschien dann 1978 offiziell beim Label Book-of-the-Month Records als eine Book-of-the-Month Club-Ausgabe. Die Original-Azetat-Scheiben gelangten danach in das Archiv-Zentrum des zum Smithsonian Institution gehörenden National Museum of American History. in Form von drei LPs (30-5622) unter dem Titel Duke Ellington at Fargo, 1940 Live, wobei die Konzertabfolge für einen Plattenwechsler ausgelegt war (1/6, 2/5, 3/4). Diese Version wurde auch vom Label Jazz Heritage (913176A) veröffentlicht, unter dem es mit einem Grammy ausgezeichnet wurde.
1990 erschienen die Aufnahmen erstmals in digitaler Form als zwei CDs bei Vintage Jazz (VJC-1019/20). 1996 erfolgte eine Ausgabe als Fargo 1940 bei Jazz Classics (5009).
Schließlich brachte das dänische Jazzlabel Storyville am 3. April 2001 eine Neuausgabe mit zusätzlichen Stücken unter dem Titel The Duke at Fargo, 1940: Special 60th Anniversary Edition (8316) auf den Markt. Die zweite CD dieser Ausgabe erschien auch im von Storyville 2006 herausgebrachten, acht CDs umfassten Box-Set The Duke Box. 2002 wurde eine der Storyville-Ausgabe ähnliche Edition bei Definitive (11207) als Complete Legendary Fargo Concert veröffentlicht, die jedoch (trotz des missverständlichem Titels) nicht alle Stücke des Konzerts enthält.

## Würdigung und Auszeichnungen
Nach dem ersten Erscheinen der Fargo-Mitschnitte von 1940 waren die Kritiker begeistert von den seltenen Live-Eindruck des Orchesters aus einer Phase, die von vielen als der Höhepunkt der Ellington-Band angesehen wird. So bezeichnete Dan Morgenstern, Direktor des Instituts für Jazzstudien an der Rutgers University das Album als „einen Meilenstein im aufgenommenen Werk von Ellington“. Im Jahr 1980 wurde Duke Ellington at Fargo mit dem Grammy Award als Beste Jazz Instrumentalaufnahme im Bereich Big Band ausgezeichnet.
Scott Yanow beurteilte in Allmusic: „Zu dieser Zeit gab es kein besseres Orchester, und wohl auch kaum seitdem.“ Es ein „sehr glücklicher Umstand“ gewesen, dass Jack Towers in einem Moment eines One-Night-Stand dabei gewesen ist, der sonst wohl in Vergessenheit geraten wäre. Der JazzTimes-Autor Harvey Siders schrieb: „der wahre Star ist natürlich die Band mit ihrem organisierten Chaos, ihrer sophistication, der Jungle-Hitze und ihrem Talent, auf das improvisatorische Genie des Duke zu antworten“.
Will Friedwald, Autor der Liner Notes der Storyville-Edition, argumentierte, dass der Fargo-Mitschnitt in einer Reihe mit dem größten Konzertaufnahmen im Jazz wie Benny Goodmans Carnegie Hall-Konzert 1938, John Coltranes Konzert im Village Vanguard oder Ellingtons Gastspiel in Newport 1956 stehe.
Die Kritiker Richard Cook und Brian Morton zeichneten die Storyville-Ausgabe in ihrem Penguin Guide to Jazz (2002) mit der Höchstbewertung (mit Krone) aus und hoben die außergewöhnliche Qualität dieser Ausgabe hervor, obwohl es sich bei den über zwei Stunden an Material um Amateurmitschnitte handelte. Von den zahlreichen Liveaufnahmen des Ellington-Orchesters aus dieser Phase sei diese die allerbeste. Mit der aufrüttelnden Version des St. Louis Blues erreiche dieses „essentielle Dokument der Swing-Ära“ seinen absoluten Höhepunkt.
In seinem Jack-Towers-Nachruf in der Washington Post erwähnt Matt Schudel den „magischen Klang“ jener Ellington-Aufnahmen auch nach siebzig Jahren; mit „straffem Ensemblespiel und inspirierten Solos“ der Saxophonisten Ben Webster und Johnny Hodges, dem Posaunisten Joe „Tricky Sam“ Nanton und Ellington am Piano.

## Stücke des Albums

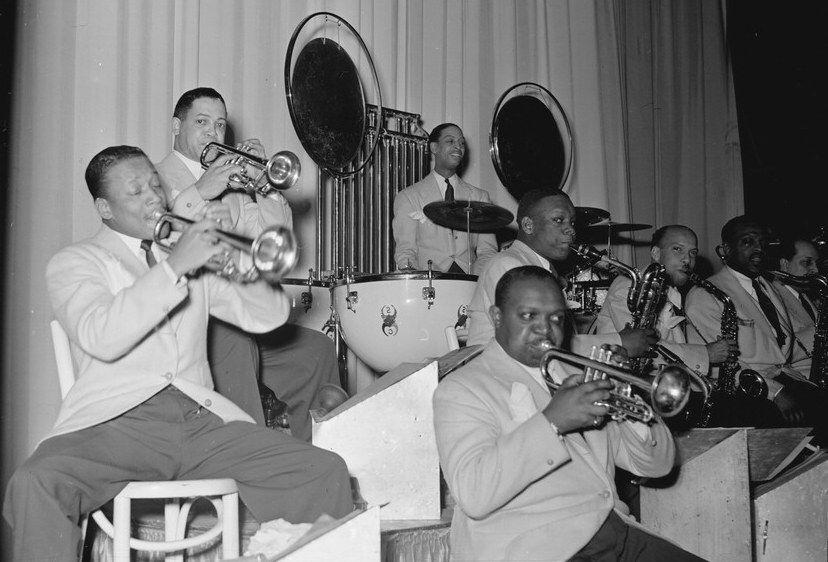
Musiker des Ellington-Orchesters zur Zeit der Fargo-Aufnahmen: (von rechts) Barney Bigard, Ben Webster, Otto Hardwick, Harry Carney, Rex Stewart, Sonny Greer, Wallace Jones (?), Ray Nance.
Fotografie aus dem Howard Theater (?) in Washington, D.C., von William P. Gottlieb.

- The Duke at Fargo 1940: Special 60th Anniversary Edition (Storyville 8316/7[20])

CD 1
1. It’s Glory (Duke Ellington) – (0:47)
2. The Mooche (Irving Mills, Duke Ellington) – (5:23)
3. The Sheik of Araby (Harry B. Smith, Ted Snyder, Francis Wheeler) – (2:55)
4. Sepia Panorama (Duke Ellington) – (1:15)
5. Ko-Ko (Duke Ellington) – (2:22)
6. There Shall Be No Night (Abner Silver, Gladys Shelley) – (3:09)
7. Pussy Willow (Duke Ellington) – (4:34)
8. Chatterbox (Rex Stewart, Irving Mills, Duke Ellington) – (3:22)
9. Mood Indigo (Irving Mills, Barney Bigard, Duke Ellington) – (4:15)
10. Harlem Air Shaft (Duke Ellington) – (3:42)
11. Ferryboat Serenade (Harold Adamson, Eldo DiLazzaro) – (1:33)
12. Warm Valley (Duke Ellington) – (3:36)
13. Stompy Jones (Duke Ellington) – (2:42)
14. Chloe (Gus Kahn, Neil Moret [Charles N. Daniels]) – (4:03)
15. Bojangles (Duke Ellington) – (4:02)
16. On the Air (Duke Ellington) – (5:08)
17. Rumpus in Richmond (Duke Ellington) – (2:36)
18. Chaser (Duke Ellington) – (0:15)
19. The Sidewalks of New York (James W. Blake, Charles B. Lawlor) – (5:07)
20. The Flaming Sword (Duke Ellington) – (4:59)
21. Never No Lament (Don’t Get Around Much Anymore) (Duke Ellington, Bob Russell) – (4:21)
22. Caravan (Irving Mills, Duke Ellington, Juan Tizol) – (3:44)
23. Clarinet Lament (Barney’s Concerto) (Barney Bigard, Duke Ellington) – (3:28)

CD 2
1. Slap Happy (Duke Ellington) – (3:24)
2. Sepia Panorama (Duke Ellington) – (5:11)
3. Boy Meets Horn (Rex Stewart, Duke Ellington) – (5:36)
4. Way Down Yonder in New Orleans (Henry Creamer, Turner Layton) – (1:27)
5. Oh, Babe! Maybe Someday (Duke Ellington) – (2:17)
6. Five O’Clock Whistle (Josef Myrow, Kim Gannon, Gene Irwin) – (2:00)
7. Fanfare (Duke Ellington) – (0:32)
8. The Call of the Canyon/All This and Heaven Too (Billy Hill, Eddie DeLange, Jimmy Van Heusen) – (1:33)
9. Rockin’ in Rhythm (Irving Mills, Harry Carney, Duke Ellington) – (4:54)
10. Sophisticated Lady (Irving Mills, Duke Ellington, Mitchell Parish) – (5:11)
11. Cotton Tail (Duke Ellington) – (3:06)
12. Whispering Grass (Fred Fisher) – (2:29)
13. Conga Brava (Duke Ellington, Juan Tizol) – (4:07)
14. I Never Felt This Way Before (Al Dubin, Duke Ellington) – (5:29)
15. Across the Track Blues (Duke Ellington) – (6:44)
16. Honeysuckle Rose (Fats Waller, Andy Razaf) – (5:08)
17. Wham (Eddie Durham, Taps Miller) – (2:49)
18. Stardust (Hoagy Carmichael, Mitchell Parish) – (4:15)
19. Rose of the Rio Grande (Harry Warren, Ross Gorman, Edgar Leslie) – (3:33)
20. St. Louis Blues (W. C. Handy) – (5:39)
21. Warm Valley (Duke Ellington) – (0:50)
22. God Bless America (Irving Berlin) – (0:28)